# Înotătoarele (film din 2022)
Înotătoarele (The Swimmers) este un film biografic dramă cu temă sportivă lansat în 2022, regizat de Sally El Hosaini. Filmul se bazează are un scenariu scris de El Hosaini împreună cu Jack Thorne  și  le are în distribuție pe surorile Nathalie Issa și Manal Issa, Ahmed Malek, Matthias Schweighöfer, Ali Suliman, Kinda Alloush, James Krishna Floyd și Elmi Rashid Elmi.
Înotătoarele a avut premiera mondială pe 8 septembrie 2022 la Festivalul Internațional de Film de la Toronto și a fost lansat în cinematografe pe 11 noiembrie 2022. A fost prezentat la gala Festivalului Internațional de Film de la Marrakech pe 18 noiembrie 2022, înainte de lansarea în streaming pe 23 noiembrie 2022, pe Netflix.

## Rezumat
Acțiunea filmului urmărește povestea de viață a surorilor siriene refugiate Yusra Mardini și Sarah Mardini. Adolescentele au pornit din Izmir către Lesbos  într-un transport ilegal de refugiați și peste Marea Egee au călătorit într-o barcă împreună cu 18 alți refugiați. Pentru ca barca să nu se scufunde ele au înotat alături de barcă. În cele din urmă gestul lor i-a ajutat pe cei din barcă să ajungă în siguranță la mal. Greutățile refugiaților sunt descrise în mod viu,iar cariera lui Yusra Mardini ca înotătoare o face să ajungă la Jocurile Olimpice de la Rio 2016 ca membru al echipei Olimpice a Refugiaților.
La finalul filmului apare informația că sora lui Yusra, Sarah, care s-a întors în Lesbos ca parte a eforturilor voluntare de a ajuta refugiații, a fost arestată și s-a confruntat cu acuzații care ar putea duce la pedepse cu închisoarea pe termen lung, dacă ar fi fost condamnată.

## Distribuție
- Nathalie Issa ca Yusra Mardini
- Manal Issa ca Sarah Mardini
- Ahmed Malek ca Nizar
- Matthias Schweighöfer în rolul lui Sven
- James Krishna Floyd ca Emad
- Ali Suliman ca Ezzat Mardini
- Kinda Alloush ca Mervat Mardini
- Elmi Rashid Elmi ca Bilal
- Nahel Tzegai ca Shada

## Producție
În aprilie 2021, a fost anunțat că Manal Issa și Nathalie Issa au fost selectate pentru a interpreta surorile din viața reală Yusra și Sara Mardini în Înotătoarele.
Filmarea a fost suspendată cu cinci zile înainte de începere, din cauza pandemiei de COVID-19 din 2020. Producția a început în aprilie 2021, iar filmul a fost filmat în Regatul Unit, Belgia și Turcia. Locațiile de filmare din Turcia au inclus Istanbul și Çeșme.
În contextul crizei contemporane a refugiaților, Sally El Hosaini nu a vrut doar să prezinte povestea surorilor Mardini și a celorlalți refugiați. Mai degrabă, intenția ei a fost să arate într-un stil realist prin ce trec refugiații în viața reală. Într-un interviu despre film, Yusra Mardini a spus: „După Olimpiadă, mi-am dat seama că nu mai este doar povestea mea. Mi-am dat seama că responsabilitatea mea este să sensibilizez și să aduc speranță milioanelor de refugiați din întreaga lume și să vorbesc pentru toți cei care nu au voce.”

## Premieră
Înotătoarele a avut premiera mondială ca film de deschidere la Festivalul Internațional de Film de la Toronto pe 8 septembrie 2022 și a fost lansat în cinematografe pe 11 noiembrie 2022, înainte de lansarea în streaming pe 23 noiembrie 2022, pe Netflix.